# Metylendioxipyrovaleron
Metylendioxipyrovaleron (MDPV, systematiskt namn 1-(1,3-bensodioxol-5-yl)-2-pyrrolidin-1-yl-pentan-1-on, summaformel C16H21NO3) är en psykoaktiv drog.
I höga doser har substansen rapporterats orsaka ångestattacker, och abstinenssymptom som liknar de för metamfetamin är vanliga.
MDPV är sedan 1 februari 2010 narkotikaklassat och ingår i förteckning I i Sverige, men finns för närvarande inte upptagen i internationella narkotikakonventioner. Det går bland annat under namnet "badsalt".

## Utseende
Hydrokloridsaltet är ett väldigt fint kristallinpulver, och hygroskopiskt. Saltet har lätt för att klumpas, och kan därför likna potatismjöl eller florsocker. 
Färgen varierar från vitt till gulaktigt brun, doften varierar med färgen.